# Zaitzkofen (Schierling)
Zaitzkofen ist ein Gemeindeteil des Marktes Schierling im Landkreis Regensburg (Oberpfalz, Bayern). Zaitzkofen war bis 1978 Sitz der gleichnamigen Gemeinde.

## Geographie
Das Kirchdorf im Labertal liegt zwischen dem Hopfengebiet Hallertau und der Kornkammer Bayerns, dem Gäuboden. 

## Geschichte
Zaitzkofen ist vermutlich eine bajuwarische Gründung aus der Zeit 500–700 n. Chr. an der Römerstraße (via Augustana) von Abensberg nach Straubing. Um die Mitte des 10. Jahrhunderts scheint bereits das Kloster St. Emmeram die Gerichtsbarkeit in dem Ort ausgeübt zu haben. Am 4. November 1220 gibt Konrad von Zaitzkofen dem Kloster Paring einige Höfe als Seelgerät. Auch sein Sohn Haeinricus von Zeitzkoven, Ministerialer der Domkirche, und seine Frau Beatrix werden genannt, als sie einen Hof an die Kirche zu Paring verschenkten. Am 16. Oktober 1240 belehnt Bischof Siegfried von Regensburg den Friedrich von Berg mit dem Schloss Zaitzkoven (castrum in Zeizkofen). In der Folge scheint es zur Herausbildung eines weltlichen Sitzes in Zaitzkofen gekommen zu sein. 1404 ist Konrad der Maushamer Pfleger und Richter zu Zaitzkofen. 1448 gehört die Hofmark der Kunigunde von Eck, Witwe des Hans Fraunberger. 1470 entspinnt sich ein Streit zwischen den Fraunbergern und den Paulsdorfern um Zaitzkofen. 1471 spricht Herzog Ludwig die Zaitzkofener Güter den Paulsdorfern zu, da die Fraunberger keine männlichen Nachfahren mehr aufweisen konnten. In der Landtafel von 1500 werden hier Hans Paulsdorfer und Georg von Günsberg als Hofmarksherren angeführt. Von 1510 bis 1808 war Zeitzkofen im Besitz der Herren von Königsfeld. Um 1730 erfolgte ein Neubau des Schlosses Zaitzkofen. 1786 wird Zaitzkofen zu einer freien Herrschaft erhoben und am 3. April 1786 erfolgt die Verleihung des jus gladii an die Fideikommissherrschaft Zaitzkofen.
1809 kam das Schloss in den Besitz von Maximilian Joseph von Montgelas, Zaitzkofen war damals ein Mannlehen (ad dies vitae) der bayerischen Krone und ab 1820 durch Genehmigung von König Max Joseph ein Herrschaftsgericht. Die Gerichtsbarkeit in der 1818 durch das bayerische Gemeindeedikt entstandenen Ruralgemeinde war diesem Gericht unterstellt. Am 1. Oktober 1832 übernahm Fürst von Thurn und Taxis die Montgelas’schen Güter im Regenkreis. Am 4. Oktober 1848 wurde während der Revolution 1848 das Herrschaftsgericht Zaitzkofen aufgelöst und der Gerichtsbezirk dem Landgericht Mallersdorf zugewiesen.
1926 kam das Schloss an die Weißen Väter, danach an die Mariannhiller Missionare. Heute wird das Schloss als Priesterseminar „Herz Jesu“ der Priesterbruderschaft St. Pius X. genutzt.
Am 1. Mai 1978 wurde die bis dahin selbstständige Gemeinde Zaitzkofen mit Stanglmühl nach Schierling eingemeindet.

## Vereine und Sehenswürdigkeiten
Es gibt in Zaitzkofen aktuell ein paar kleinere Vereine, wie z. B. die Schützengesellschaft „Lustige Brüder“ sowie die Freiwillige Feuerwehr und ein Wirtshaus.
In der Liste der Baudenkmäler sind für Zaitzkofen neben dem Schloss die Katholische Filialkirche St. Stephan und ein Bildstock geführt.